# Трекастеллі
Трекастеллі (італ. Trecastelli) — муніципалітет в Італії, у регіоні Марке, провінція Анкона. Муніципалітет створено 1 січня 2014 року шляхом об'єднання муніципалітетів Рипе, Монтерадо та Кастель-Колонна.
Трекастеллі розташоване на відстані близько 210 км на північ від Рима, 34 км на захід від Анкони.
Населення — 7645 осіб (2014).

## Демографія
Населення за роками:

Станом на 31 грудня 2014 року в муніципалітеті офіційно проживало 790 іноземців з 51 країни, серед них 261 громадянин країн Євросоюзу та 9 громадян України.

## Сусідні муніципалітети
- Коринальдо
- Мондольфо
- Монте-Порціо
- Остра
- Сан-Костанцо
- Сенігаллія